# Dynamic Togolais
El Dynamic Togolais (també conegut com a Dyto Lomé) és un club togolès de futbol de la ciutat de Lomé. Juga els seus partits a l'Stade Agoè-Nyivé.

## Palmarès
- Lliga togolesa de futbol:[2]
  - 1970, 1971, 1997, 2001, 2004, 2012

- Copa togolesa de futbol:[3]
  - 2001, 2002, 2005